# 문신을 한 신부님
《문신을 한 신부님》(폴란드어: Boże Ciało, 영어: Corpus Christi)은 2019년 개봉한 폴란드의 드라마 영화이다. 제92회 아카데미 국제영화상 후보작이다.